# 前田信二郎
前田 信二郎（まえだ しんじろう、1924年5月30日 - 1974年3月3日）は、刑法学者、犯罪学者。
京都市生まれ。1948年京都帝国大学法学部卒。研究生をへて1953年近畿大学法学部助教授、教授、琉球大学教授。49歳で死去。売春、サド裁判などについても研究した。

## 著書
- 『刑事学原論』法律文化社 1954
- 『犯罪社会学の諸問題』有信堂 1955
- 『犯罪の都市化 その法則と実態』有斐閣 1957
- 『売春と人身売買の構造』同文書院 1958
- 『犯罪と刑罰』ミネルヴァ書房 社会科学選書 1960
- 『不動産窃盗の実証的研究 土地不法占拠の構造をめぐって』有斐閣 1960
- 『文芸裁判の条理』有光書房 1964
- 『会社犯罪の研究 経営者背任の性格と類型』有斐閣 1968

## 論文
- Cinii